# 桝井安太郎
桝井 安太郎（ますい やすたろう、1874年〈明治7年〉10月7日 - 没年不明）は、日本の政治家。大阪府中河内郡矢田村長。桝井工場主。矢田村農業会長。

## 経歴
蔦谷又四郞の二男。22歳の時に農家の桝井家に入り養嗣子となる。竹刷子の製造を行う。1929年に村長に挙げられ、村農会長を兼ねる。部落総代、区長、村会議員をつとめる。